# Abu al-Hasan ben Uthman
Pour les articles homonymes, voir Abu al-Hasan Ali.
Abû al-Hasan `Alî (en amazighe : ⴰⴱⵓ ⵍⵃⴰⵙⴰⵏ ⵄⵍⵉ ⵓ ⵄⵓⵜⵎⴰⵏ, en arabe : أبو الحسن علي بن عثمان, Abū al-Ḥasan `Alīy Ben `Uθmān), né en 1299 (ou 1288) et mort en 1351, est un sultan mérinide qui succède à son père Abû Sa`îd `Uthmân en 1331.

## Biographie

### Contexte et origines
Selon les sources, Abu al-Hasan est né en 1288 ou en 1299. Son père est Abu Said Uthman II et sa mère serait une esclave d'origine abbyssine, Abu al-Hasan avait une couleur de peau très brune, ce qui lui valut le surnom de « sultan noir »,. Sa belle-mère est Mariam al-Mariniya, elle remplace sa mère qui est décédée avant de pouvoir occuper la position d’ambassadrice du Maroc auprès des pays du Moyen-Orient et d’effectuer le Hajj en même temps.
Les Mérinides sont des berbères zénètes, issus de la tribu des Wassin selon Ibn Khaldoun, ils nomadisaient durant tout l'hiver dans le Tafilalet entre Figuig et Sijilmassa, puis remontaient vers le Nord chaque été, jusqu'à la vallée de la Moulouya, afin d'y trouver des pâturages et acheter des réserves de grains pour l'hiver.
Son père Abû Saïd Uthmân, fils de Abu Yusuf Yaqub, est le 6e sultan mérinide du Maroc. Son épouse fut Lalla Chella.

### Accession au pouvoir et révolte d'Abou Ali
Il doit compter avec son frère, Abou Ali, rebelle qui tient le versant saharien de l'Atlas dans la vallée du Dra` avec comme capitale Sijilmâsa. Abou Ali s'étant notamment allié avec le sultan zianide Abû Tâshfîn, ennemi des Mérinides. Abu al-Hasan attaque alors Sijilmâsa en 1332 et capture son frère qu'il fait assassiner.

### Prise d'Algésiras et Gibraltar
Dans le but de chasser les chrétiens d'Espagne et d'unir les pays musulmans d'Afrique du Nord, il attaque et capture Algésiras et Gibraltar en 1333. À cet effet il signe une alliance économique et militaire avec le roi Jacques III de Majorque en 1339.

### Siège de Tlemcen
Abou Ali éliminé, Abu al-Hasan  peut envisager la conquête de territoires plus à l'est. Après le siège de Tlemcen de 1335 à 1337, Abu al-Hasan prend aux Abdalwadides la ville de Tlemcen pendant 11 ans de 1337 à 1348.

### Seconde campagne d'Al-Andalus
Il gagne le 5 avril 1340 une bataille navale dans le détroit de Gibraltar, mais subit une défaite six mois plus tard, le 30 octobre 1340, à la bataille du rio Salado. Le roi Alphonse XI de Castille prend Algésiras en 1344. Abu al-Hasan abandonne alors son projet de reconquête musulmane de l'Espagne.

### Campagne d'Ifriqiya, fin de règne et mort
Souhaitant faire renaître l'empire almohade, Abu al-Hasan veut dominer le Maghreb. Il s'attaque alors aux Hafsides qui règnent à Tunis. Bien que marié à la fille du sultan hafside Abû Yahyâ Abû Bakr, il prend Tunis le 15 septembre 1347, mais se heurte aux Arabes à Kairouan qui le battent le 10 avril 1348 l'union de son Maghreb n'aura duré que quelques mois.
Fuyant Tunis par la mer, Abu al-Hasan débarque à Alger après avoir tenté de rallier Béjaïa puis Dellys. Il marche sur Tlemcen pour reconquérir la ville que son fils, Abu Inan Faris, régent de l'État mérinide, avait fui pour se faire proclamer souverain en l'absence de son père. Mais il est vaincu dans la plaine de l'oued Chelif par les Abdalwadides qui restaurent le royaume zianide de Tlemcen. Abu al-Hasan se replie alors sur Sijilmâsa où est il confronté à une rébellion conduite par son fils Abu Inan Faris. Abandonné par ses troupes, il abdique et se replie jusqu'au sud du Maroc dans l'Atlas où il meurt d'une blessure infectée le 24 mai 1351.
Le règne d'Abu al-Hasan marque un certain apogée de la dynastie des Mérinides mais aussi son impuissance à réussir l'union par les armes. La personnalité de ce monarque fut parfois trop impulsive (cf. l'attaque non conventionnelle du souverain de Tunis, pourtant son beau-frère). Elle le précipita à l'isolement de la population locale et au désaveu de son propre clan. Ceci a fortement limité « son » unité du Maghreb et de l'Espagne qui n'aura finalement duré qu'une poignée de mois.

## Portrait et réalisations

### Constructions
- Medersa Al Mesbahia à Fès
- Médersa Khaldounia à Tlemcen

## Source
- Charles-André Julien, Histoire de l'Afrique du Nord des origines à 1830, édition originale 1931, réédition Payot, Paris, 1994.
- Abu al-Hasan 'Ali. Encyclopædia Britannica. 2006. Encyclopædia Britannica Premium Service
- (ar) www.hukam.net, المرينيون/بنو مرين/بنو عبد الحق Les Mérinides / Banû Marîn / Banû `Abd al-Haqq